# CEIBA Intercontinental
A CEIBA Intercontinental é uma empresa aérea sediada em Malabo, Guiné Equatorial. Sua principal base de operações é o Aeroporto Internacional de Malabo.

## Frota
A frota da CEIBA Intercontinental inclui as seguintes aeronaves, com idade média de 12 anos (em junho de 2020):
| ATR 42-300       | 1 | - |  |                            |  |  |
| ATR 42-500       | 1 | - |  |                            |  |  |
| ATR 72-200       | 1 | - |  |                            |  |  |
| Boeing 777-200LR | 1 | - |  | operado pela White Airways |  |  |
| Boeing 737-800   | 2 | - |  |                            |  |  |
| Total            | 6 | - |  |                            |  |  |

## Frota histórica
| Avião          | Total | Inserido | Aposentado | Notas |
| -------------- | ----- | -------- | ---------- | ----- |
| Airbus A300    | 1     | 2008     | 2019       |       |
| Boeing 767-300 | 1     | 2013     | 2019       |       |

## Serviços
As aeronaves CEIBA Intercontinental possuem cabines de classe econômica e executiva. Além disso, o único Boeing 777-200LR da companhia aérea inclui uma cabine de primeira classe.

## Acidentes e incidentes
Em 5 de setembro de 2015, um Boeing 737 operando o voo C2-71 (Dakar - Cotonu) colidiu com uma ambulância aérea HS-125, que voava de Ouagadougou, Burkina Faso, para Dakar, Senegal. O Boeing 737 foi desviado para Malabo, onde pousou em segurança. A ambulância aérea aparentemente sofreu uma despressurização e acredita-se que tenha caído no Oceano Atlântico.